# Distribuição de Cauchy
A distribuição de Cauchy-Lorentz, assim chamada em homenagem a Augustin Cauchy e Hendrik Lorentz, é a distribuição de probabilidades dada pela função densidade de probabilidade 
{\displaystyle f(x)={\frac {1}{\pi (1+x^{2})}}\,}
A sua média não é definida, logo ela também não tem desvio padrão. O seu segundo cumulante é infinito.
A distribuição de Cauchy pode ser simulada como a razão entre duas normais independentes.

## Nome
Em probabilidade e estatística, esta distribuição é conhecida como a distribuição de Cauchy, enquanto que entre físicos, ela é conhecida como a distribuição de Lorentz ou como a distribuição (não-relativística) de Breit-Wigner (dos físicos Gregory Breit e Eugene Wigner).

## Propriedades

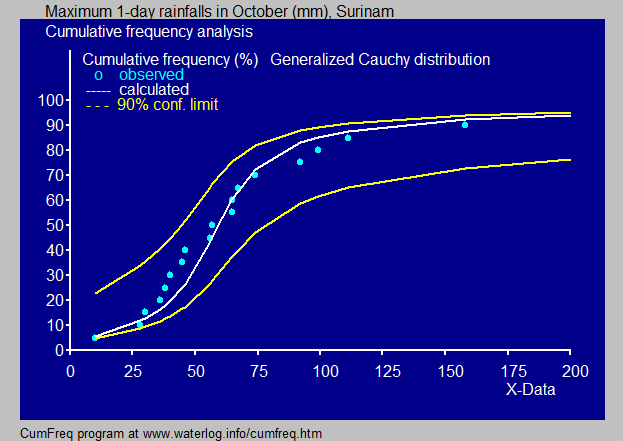
Distribuição de probabilidade de Cauchy ajustada às precipitações máximas diárias mensais

Se X1, …, Xn forem variáveis aleatórias i.i.d. (independentes e identicamente distribuídas), cada uma com a distribuição de Cauchy. então a sua média aritmética (X1 + … + Xn)/n tem também a distribuição de Cauchy. Demonstra-se isso calculando-se a função característica da média: 
{\displaystyle \phi _{\overline {X}}(t)=\mathrm {E} \left(e^{i\,{\overline {X}}\,t}\right)\,\!}
Em que {\displaystyle {\overline {X}}} é a média. Este é um contra-exemplo para o Teorema Central do Limite, exibindo porque a hipótese da variância finita das parcelas deve ser mantida. Este também é um exemplo de uma versão generalizada do Teorema Central do Limite, mostrando propriedades das distribuições estáveis, do qual a Cauchy e a distribuição normal são casos particulares.

## Versão multivariada k-dimensional
É fácil notar que a versão multivariada k-dimensional desta densidade é equivalente a uma densidade de Student Multivariada não-central quando temos somente 1 grau de liberdade: 
{\displaystyle {\begin{aligned}f({\mathbf {x} };{\mathbf {\mu } },{\mathbf {\Sigma } })&={\frac {\Gamma \left[(1+k)/2\right]}{\Gamma (1/2)\pi ^{k/2}\left|{\mathbf {\Sigma } }\right|^{1/2}\left[1+({\mathbf {x} }-{\mathbf {\mu } })^{T}{\mathbf {\Sigma } }^{-1}({\mathbf {x} }-{\mathbf {\mu } })\right]^{(1+k)/2}}}\end{aligned}}}
onde {\displaystyle {\mathbf {\Sigma } }} e {\displaystyle {\mathbf {\mu } }} são uma matriz de covariância e um vetor de locação, respectivamente, parâmetros da densidade.